# Horst (nome)
Horst  è un nome proprio di persona tedesco maschile.

## Origine e diffusione
Significa "bosco" in tedesco; ha quindi lo stesso significato del nome Guido e Keith. Potrebbe però derivare anche dal termine germanico hros o hors, che significa "cavallo".

## Onomastico
Il nome è adespota, cioè non è portato da alcun santo. L'onomastico si festeggia quindi il 1º novembre, in occasione della festa di Tutti i Santi.

## Persone
- Horst Buchholz, attore tedesco

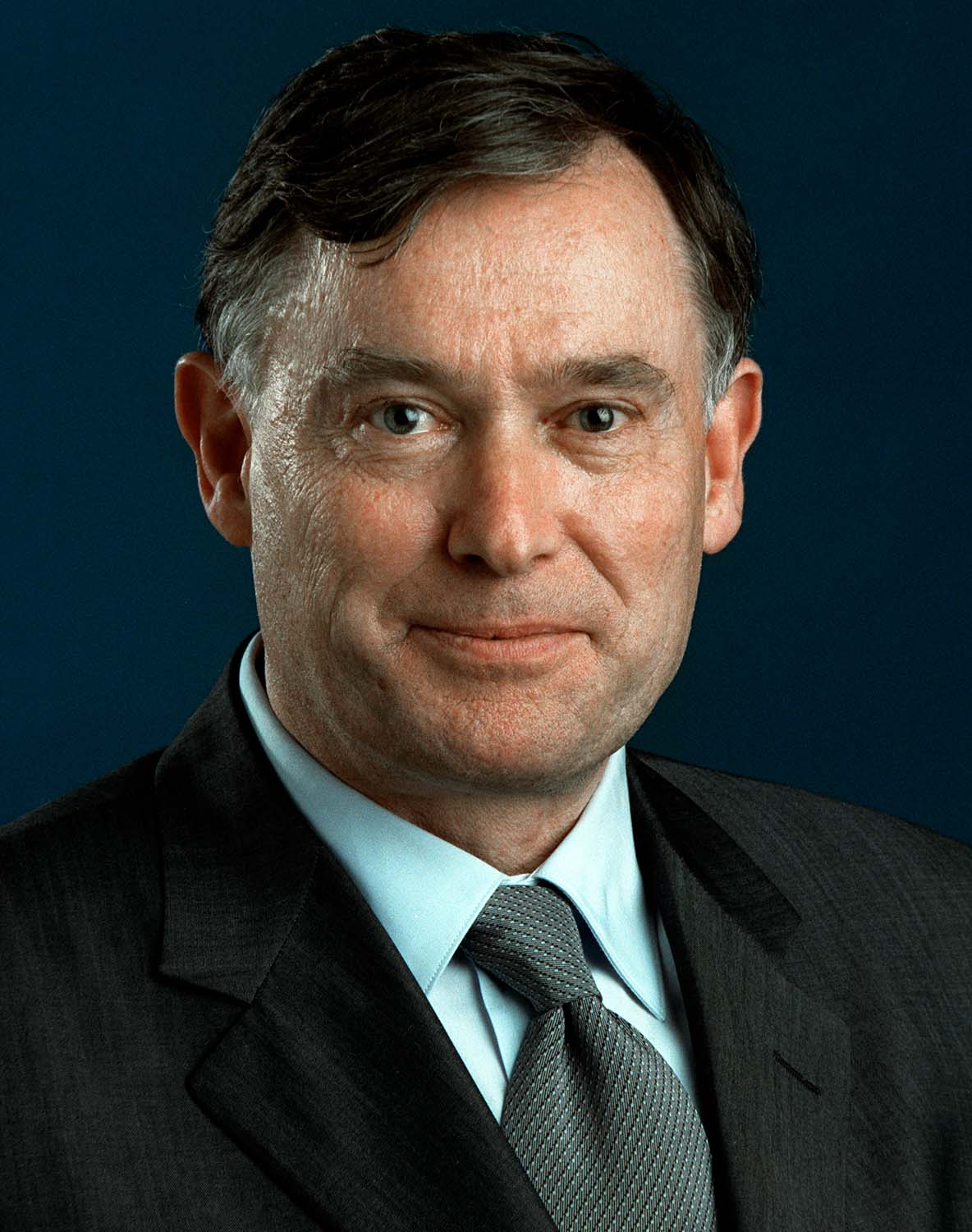
Horst Köhler

- Horst Buhtz, allenatore di calcio e calciatore tedesco
- Horst Enzensberger, medievista tedesco
- Horst Feistel, crittografo tedesco naturalizzato statunitense
- Horst P. Horst, fotografo tedesco naturalizzato statunitense
- Horst Hrubesch, allenatore di calcio e calciatore tedesco
- Horst Köhler, politico tedesco
- Horst Sindermann, politico tedesco
- Horst Störmer, fisico tedesco
- Horst Tappert, attore tedesco
- Horst von Restorff, politico tedesco
- Horst Wende, compositore, arrangiatore e direttore d'orchestra tedesco
- Horst Wessel, compositore dell'inno del Partito nazista tedesco

## Il nome nelle arti
- Horst è un personaggio del Ciclo dell'Eredità scritto da Christopher Paolini.
- Horst Dubka è un personaggio del romanzo di Alain Damasio L'orda del vento.
- Horst Herzberger è un personaggio della serie televisiva Squadra Speciale Cobra 11.